# Don’t Bother Me
A Don't Bother Me az angol rockegyüttes, a The Beatles dala az 1963-as brit With the Beatles albumról. Ez volt az első dal, amelyet George Harrison, az együttes gitárosa írt, és megjelent az egyik
albumukon. Egy pörgős rock and roll dal, amely az Amerikai Egyesült Államokban először az 1964-es Meet the Beatles! című albumon szerepelt.

## A dal megírása
1963. augusztus 19. és 24. között a Beatles fellépést tartott az angliai Bournemouth-ban, Billy J. Kramer & the Dakotas és Tommy Quickly társaságában. Egy nap George Harrison rosszul érezte magát, és egy orvos tonikot és sok pihenést írt fel neki. Mivel nem volt semmi dolga a Palace Court Hotel szobájában, egy dalt kezdett el írni, és felvette azt egy hordozható magnóra. A fennmaradt felvételen az szerepel, hogy a zenei hídon dolgozik, és végigfütyüli a dallamot, valószínűleg azért, mert a dalnak még akkor nem volt szövege.
Az 1958-as In Spite of All The Danger dal mellett – amelyet McCartney-val közösen írtak – és az 1961-es instrumentális zeneszám, a Cry for a Shadow – ami Lennon–Harrison szerzeményként volt megjelölve  – mellett a Don't Bother Me volt Harrison első saját maga által írt szerzeménye. Bill Harry, a liverpooli újságíró azt állítja, hogy ő bátorította Harrison-t egy új dal megírására, és Harrison „Don't bother me” válasza szolgált inspirációul a dal címéhez. 1980-as önéletrajzi könyvében, az I, Me, Mine-ban Harrison a dalt "gyakorlatként írja le, hogy megtudja, tud-e dalt írni. ... Betegen az az ágyba voltam – talán ezért lett végül "Don't Bother Me" a címe". A Dick James–Brian Epstein partnerség által működtetett Jaep Music kiadó által kiadott dokumentum még megelőzte azt az ötéves szerződést, amelyet Harrison kötött a Northern Songs-szal 1963. november 9-én.
A Don't Bother Me dalt követően Harrison legközelebb csak az 1965-ös Help! albumhoz írt újabb dalokat (az I Need You és You Like Me Too Much). A You Know What to Do című dalt – Harrison egy másik dalát – 1964-ben vették fel, de akkor még nem adták ki.

## Zenei szerkezete
A mogorva hangulat és a kietlen dalszövegek – „So go away, leave me alone, don't bother me” – szokatlan volt a The Beatles részéről akkoriban, de Harrison-ra jellemzővé volt. A dal az E Dorian módot követi: a "since she's been gone" Em-akkordja v-re (Bm akkord) vált a "gone" szónál, majd IV-re (A akkord) a "no-one" szóra a versszakban. A refrén akkordjai (Em-A-Em) szintén létrehozzák az i-IV-i Dorian haladást. A dal borús hangzást ér el a kétsávos ének, a gitárok zengése és a serény dobolás révén. A kidolgozott ütőhangszerek latin ritmust kölcsönöznek a dalnak, amelyet kiemel stop-time szerkezet.

## Rögzítése
A The Beatles először az EMI Studio 2. studiójában vette fel a dalt 1963. szeptember 11-én. Hét felvételt rögzítettek, amelyek közül három volt áthangosítva, de egyik felvételt sem használták fel. A Beatles történésze, Mark Lewisohn azt írja, hogy az eredményeket nem ítélték kielégítőnek, míg a The Beatles írója, John C. Winn azt írja, hogy a zenekar kifutott az időből a tervezett felvételi idő alatt. Másnap visszatérve a stúdióba, a zenekar este 7:00 és 23:30 között újraírta a dalt, az első felvételt a 10.-nek nevezve. A felvételt George Martin producerelte, Norman Smith és Richard Langham hangmérnökök segítségével. Harrison énekel és gitáron játszik az összes felvételen, és közben panaszkodik, hogy ez megnehezíti az előadását. Lennon ritmusgitáron játszik, és a Rickenbacker 325 Capri jelerősítésének növelésével próbál "piszkos" hangzást elérni a korai felvételeknél. Martin elégedetlen volt az effektussal, és kompresszor használatát javasolta a gitár dinamikatartományának simítására és a kívánt "orgonahangzás" elérése érdekében. Lennon erősítője tremolo effektust biztosít, ami egy "baljósabb" hangzást eredményez a refrénben és a zenei hídban, hasonlóan a the Shadows dalaiban hallható hangzávilághoz. Az együttes a 13. felvételt ítélte a legjobbnak, így lehetővé téve az áthangosítást és utókeverést. Harrison újabb énekhangot vesz fel, így duplán követve az eredetit, míg McCartney claves-en, Lennon tamburinon és Starr arab bongón játszik. Az ülések a 19. felvétellel zárultak, a 15. felvétel áthangolását ítélték a legjobbnak a 13. felvételhez.
Martin, Smith és Geoff Emerick szeptember 30-án monó, majd október 29-én sztereó hangzásra keverte a számot. Egy másik mérnök segédkezett a sztereó keverésben, aki a B. T. kezdőbetűn kívül ismeretlen személy maradt. A sztereó keverés még tartalmazza a visszaszámlálás végét, ahogy Harrison azt mondja: "four".

## Megjelenése
A Parlophone kiadó 1963. november 22-én jelentette meg a With the Beatles albumot, amelyen a Don't Bother Me a negyedik száma lett az All My Loving és a Little Child között. Az Egyesült Államokban 1964. január 20-án adták ki a Capitol Records Meet the Beatles! albumát, amely a hetedik helyen szerepel, és a lemez második oldalának nyitódala lett. Ian MacDonald azt írja, hogy a dal fogadtatása általában rossz volt, és később maga Harrison is kétségbe vonta, hogy egyáltalán dalnak lehet-e nevezni. Az I, Me, Mine könyvében Harrison azt írja a dallal kapcsolatban: „Nem hiszem, hogy ez egy kifejezetten jó dal... Lehet, hogy nem is dal, de legalább megmutatta, hogy nem kell mást tennem, mint folytatni az írást. , és akkor talán végül írnék valami jót." Tim Riley gyenge dalszerzői debütálásként írja le, és bemutatja a Beatles együttes erejét, hogy "a hibái ellenére megtalálják ezt a dallamot". Mark Hertsgaard kedvezőbbnek írta le a dalt, és a With the Beatles egyik legjobbjának és "ígéretes dalnak" nevezte.
Everett vízválasztó pillanatként írja le a dalt, hiszen ez volt az első alkalom, hogy gitárhangot elektronikusan manipuláltak. A gitárok kontrasztos hangszíne egyedülálló a Please Please Me és a With the Beatles album dalai között, túlmutatva a "hangzás tipikus homogenitásán". Azt írja, hogy a Don't Bother Me és a későbbi Baby's in Black előrevetíti a zenekar későbbi munkáit, például az It's All Too Much esetén hallott hangzásokat.
A dal az 1964-es Egy nehéz nap éjszakája című filmben is hallható. A filmben szereplő más korábbi számok mellett – mint She Loves You, az I Wanna Be Your Man és az All My Loving - a United Artists eredetileg azt tervezte, hogy felteszi a dalt az észak-amerikai filmzene albumra. Azonban miután az együttes elég új anyagot rögzített, a kiadó feleslegesnek ítélte a régebbi dalok újrakiadását.
Gregory Phillips brit színész harmadik kislemezeként kiadta a Don't Bother Me feldolgozását. Bár sikertelen volt, ez volt egy Harrison-szerzemény első feldolgozása.

## Közreműködött
Ian MacDonald szerint, kivéve ahol említve van:

### The Beatles
- George Harrison – duplázott ének, szólógitár
- John Lennon – ritmusgitár, tamburin
- Paul McCartney – basszusgitár, claves
- Ringo Starr – dob, bongók

### A gyártást felügyelő stáb
- George Martin – producer
- Norman Smith – hangmérnök
- Richard Langham – hangmérnök[10]

## Fordítás
Ez a szócikk részben vagy egészben  a   Don't Bother Me című angol Wikipédia-szócikk fordításán alapul.  Az eredeti cikk szerkesztőit annak laptörténete sorolja fel. Ez a jelzés csupán a megfogalmazás eredetét és a szerzői jogokat jelzi, nem szolgál a cikkben szereplő információk forrásmegjelöléseként.

## Forrás

### Angol nyelvű
- Harrison, George: I, Me, Mine. New York: Simon & Schuster, 1980.
- Lewisohn, Mark: The Complete Beatles Recording Sessions.  London: Hamlyn, 1988. ISBN 978-0-600-63561-1

### Magyar nyelvű
- Bánosi György – Tihanyi Ernő: Beatles zenei kalauz. Az együttzenélés és a szólóévek. 1958–1999. Budapest: Anno Kiadó, 1999. ISBN 963-853-895-3
- Ian Macdonald: A fejek forradalma. A Beatles és a hatvanas évek. (ford. Révbíró Tibor) Budapest: Helikon Kiadó, 2015. ISBN 978-963-227-468-3
- Marsi József: Beatles Kódex – A Beatles együttes teljes életművének enciklopédiája. (bővített kiadás) Budapest: Könyvműhely, 2022. ISBN 978-615-01-5036-9
- The Beatles. Antológia. (szerk. Brian Roylance et al., ford. Árokszállásy Zoltán, Béresi Csilla) Budapest: Kossuth Kiadó, 2001. ISBN 963 09 4258 5